# 近现代城市规划理论与实践列表
近现代城市规划理论与实践，其近代的起源在城市规划学术界内被认为是多元和复杂的，但通常被归结为几大基本事件，即：霍华德的田园城市（英語：Garden City）、美国兴起的城市美化运动（英語：City Beautiful Movement）和公共卫生改革（英語：Public Health Reform）等。

## 历史渊源概述

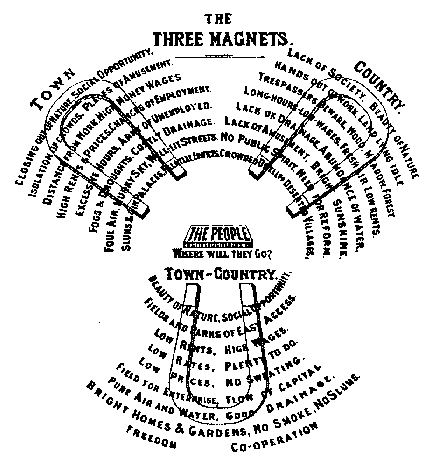
霍华德在关于田园城市的城乡磁体的概念

在忽略中国等国家在古代对于城市建制的规则之外，近现代城市规划理论与实践的渊源最早应追溯到欧文、圣西门、傅立叶、Godin和Cabet等乌托邦、空想社会主义和社会平等的传统思潮。
从社会发展背景上看，近现代城市规划的起源脱离不了19世纪工业化及城市化状况。市场失灵是西方近现代城市规划产生的基础，理性和科学是其职业化的标志。理性的综合规划模式主导了20世纪前50-60年的城市规划实践，并在战后凯恩斯国家干预主义盛行时期达到高潮。此间，综合规划的权力和范围在规划实践中不断扩张，似的规划在很大程度上取代了市场对空间配置的作用，最终导致由市场失败转化为规划失败。
1960年代后，政治学、经济学以及社会学领域的新自由主义和市民社会思潮逐步兴起，复杂科学中有关系的复杂性和演化过程的不确定性思潮确立，理性的综合城市规划模式受到广泛批判。
1990年代，城市规划学界开始关注大都市的全球化理论，并提出世界城市的理念。
在一次又一次新的理论提出的同时，新的城市规划模式也开始构建，并呈现多元化格局。规划的权力重心逐步向城市基层社区转移，政府、非政府组织、市民团体以及开发商之间的谈判与交易制度，以应对多变的市场，提高城市规划的有效性。

## 近现代城市规划理论与实践列表
| 兴起时间      | 提出者                                                    | 理论或实践名称                         | 主要思想                                                             |
| ------------- | --------------------------------------------------------- | -------------------------------------- | -------------------------------------------------------------------- |
| 19世纪初      | 英国 罗伯特·欧文 法国 夏尔·傅立叶 法国 克劳德·昂列·圣西门 | 后期空想社会主义                       | 乌托邦式的规划思想                                                   |
| 1898年        | 英国 埃比尼泽·霍华德                                      | 田园城市                               | 城乡磁体、社会改良                                                   |
| 1901年-1915年 | 美国 美国社会                                             | 城市美化运动                           | 1893年芝加哥哥伦布纪念博览会，美化、改善城市环境                     |
| 1922年        | 法國 勒·柯布西耶                                          | 300万人口的现代城市                    | 城市集中主义                                                         |
| 1922年        | 英国 英国 R.昂温                                          | 《卫星城市的建设》                     | 正式提出“卫星城市”概念                                               |
| 20世纪初      | 美国 帕克、伯吉斯、Hoyt、Harris、Ullman                   | 芝加哥学派、《城市》                   | 试图整合人类生活、社会结构与城市空间三者之间的关系                   |
| 1929年        | 美国 C.A.佩里                                             | 邻里单位                               | 满足家庭生活基本需要                                                 |
| 1932年        | 美国 弗兰克·劳埃德·莱特                                   | 广亩城市                               | 城市分散主义                                                         |
| 1933年        | 德国 瓦尔特·克里斯塔勒                                    | 中心地理论                             | 城市区位理论、蒸馏变形城市体系模式                                   |
| 1933年        | 国际现代建筑协会                                          | 《雅典宪章》                           | 城市的四大功能：居住、工作、休憩、交通                               |
| 1943年        | 芬兰 埃列尔·萨里宁                                        | 有机疏散理论                           | 有机疏散大城市                                                       |
| 1946年        | 英国、法国、及北欧地区                                    | 新城运动                               |                                                                      |
| 1950年代      | 西方工业化国家                                            | 郊区化                                 | 人口与经济分布突破城区界限                                           |
| 1957年        | 法國 弗郎索瓦·佩鲁                                        | 增长极理论                             | 区域发展的实质过程便是区域极化和扩散的过程                           |
| 1960年代      | 西方工业化国家                                            | 国土规划、区域规划                     | 有计划的国土综合开发和区域内全面的经济和社会规划                     |
| 1961年代      | 美国 刘易斯·芒福德                                        | 《城市发展史》                         | 探讨城市中人与自然的关系和人的精神价值                               |
| 1972年        | 联合国                                                    | 《保护世界文化与自然遗产公约》         | 保存对全世界人类都具有杰出普遍性价值的自然或文化处所                 |
| 1977年        | 国际建筑协会                                              | 《马丘比丘宪章》                       | 公众参与、文化遗产保护                                               |
| 1977年        | 美国                                                      | 新城市主义                             | 强调回复大城市中心区活力，重新整治松散的郊区                         |
| 1990年        | 美国 Susan.S.Fainstein · Anthony King                     | 《世界经济的变化与城市重构》《全球城》 | 提出世界城市概念，探讨大都市全球化理论                               |
| 2008年        | 美国 IBM                                                  | 智慧城市                               | 把新一代信息技术充分运用在城市的各行各业之中，实现精细化和动态管理。 |

## 理论与实践的具体应用
在应用方面，霍华德曾将其的田园城市理论付出实践。中国先后推动发展深圳特区为核心的珠三角地区、浦东新区为核心的长三角地区、滨海新区为核心的环渤海地区作为三个增长极，以及滨海新区获批成为国家综合配套改革试验区的经济学和区域规划理论依据便是增长极理论。1918年，埃列尔·萨里宁按照有机疏散理论的原则，为芬兰的赫尔辛基制定了“大赫尔辛基”方案。